# Johnny Lodden
Johnny Lodden (* 1. Juni 1985 in Jørpeland) ist ein professioneller norwegischer Pokerspieler.

## Pokerkarriere
Lodden lernte Poker von Freunden und spielte bereits im Alter von 20 Jahren auf der Onlineplattform PokerStars um hohe Echtgeld-Einsätze. Bis Ende 2016 war er unter dem Nickname johnnylodden Teil des Team PokerStars. Anschließend wechselte der Norweger zu partypoker, wo er unter dem Namen JLoHarada auftrat und bis Herbst 2018 unter Vertrag war. Seit 2004 nimmt er auch an renommierten Live-Turnieren teil.
Lodden kam Mitte September 2006 erstmals beim Main Event der European Poker Tour (EPT) ins Geld und belegte in Barcelona den 14. Platz für 20.750 Euro. Ende September 2008 belegte er beim Main Event der World Series of Poker Europe in London den elften Platz für über 50.000 Britische Pfund. Im Juli 2010 erreichte der Norweger beim Main Event der World Series of Poker im Rio All-Suite Hotel and Casino am Las Vegas Strip den achten Turniertag und beendete das Turnier auf dem 27. Platz für ein Preisgeld in Höhe von mehr als 300.000 US-Dollar. Sein bisher höchstes Preisgeld gewann Lodden beim EPT-Main-Event in Monte-Carlo im Mai 2013, bei dem er den dritten Platz erreichte und 467.000 Euro abräumte. Zwei Jahre später erreichte er dort erneut den Finaltisch und wurde Vierter für weitere 379.000 Euro. Insgesamt kam der Norweger bisher 22-mal bei einem EPT-Main-Event in die Geldränge, so oft wie kein anderer Spieler.
Insgesamt hat sich Lodden mit Poker bei Live-Turnieren mehr als 2,5 Millionen US-Dollar erspielt.